# Lodewijkskerkje (Hilvarenbeek)
Het Lodewijkskerkje (ook: Andreaskerk) is een protestants kerkgebouw in de plaats Hilvarenbeek in de Nederlandse provincie Noord-Brabant. De kerk is gelegen aan Vrijthof 22.

## Geschiedenis
Het kerkje werd, naar ontwerp van L. van Heijst, gebouwd in 1809. In 1801 moesten de protestanten de hoofdkerk aan de katholieken afstaan maar dankzij koning Lodewijk Napoleon konden ze een eigen kerk bouwen. Het bakstenen kerkje heeft een rechthoekige plattegrond en is aan de achterkant driezijdig afgesloten. Er werden classicistische (pilasters en fronton) en neogotische (spitsboogvensters) stijlelementen gebezigd.
De preekstoel is van omstreeks 1775.
Het gebouw is geklasseerd als rijksmonument.